# Кармельская Богоматерь в Быдгоще
Кармельская или Скапулярная Богоматерь (пол. Matka Boża Szkaplerzna w Bydgoszczy) — почитаемая чудотворной икона Богородицы в городе Быдгощ. Образ находится в алтаре собора святых Мартина и Николая, который с XVII века является санктуарием Пресвятой Девы Марии.

## Иконография
Образ Богоматери с Богомладенцем, написанный в стиле барокко, был перенесён в собор в 1822 году из снесённой церкви кармелитов в Быдгоще. Его создание датируется 1700 годом. Автор не известен.
Ризы Богоматери и Богомладенца скрыты под серебряным окладом, видны только лица и руки. В руках Пресвятая Дева Мария держит скапулярий ордена кармелитов. Правая рука Иисуса Христа поднята в благословляющем жесте. Богоматерь и Богомладенец увенчаны коронами. Венец над Девой Марией поддерживают два ангела, также скрытые под серебряным окладом.
Образ находился в алтаре церкви кармелитов в Быдгоще. После уничтожения польской государственности, город был оккупирован Прусским королевством, власти которого приказали разрушить храм. Вместе с другими святынями этого храма, образ был перенесён в приходскую церковь, ныне собор святых Мартина и Николая. Во время ремонтных работ в 1819 — 1829 годах его перенесли на восток у завершения северного нефа, где он сейчас и находится. Ныне это второе почитаемое чудотворным изображение Девы Марии в этом храме. Другим является Быдгощская Богоматерь, которая находится на главном алтаре, она также называется Богоматерью Господней Милости.
Образ Кармельской Богоматери написан на холсте, прикреплённом к доске. Перед рекоронацией (обновлением коронации) в 2001 году были проведены реставрационные работы, которые курировал Анджей Трохимович. Ризы и короны были покрыты сусальным золотом. Ювелир Анджей Яницкий украсил образ драгоценными камнями. В реставрации и украшении образа участвовало много частных благотворителей.

## История почитания

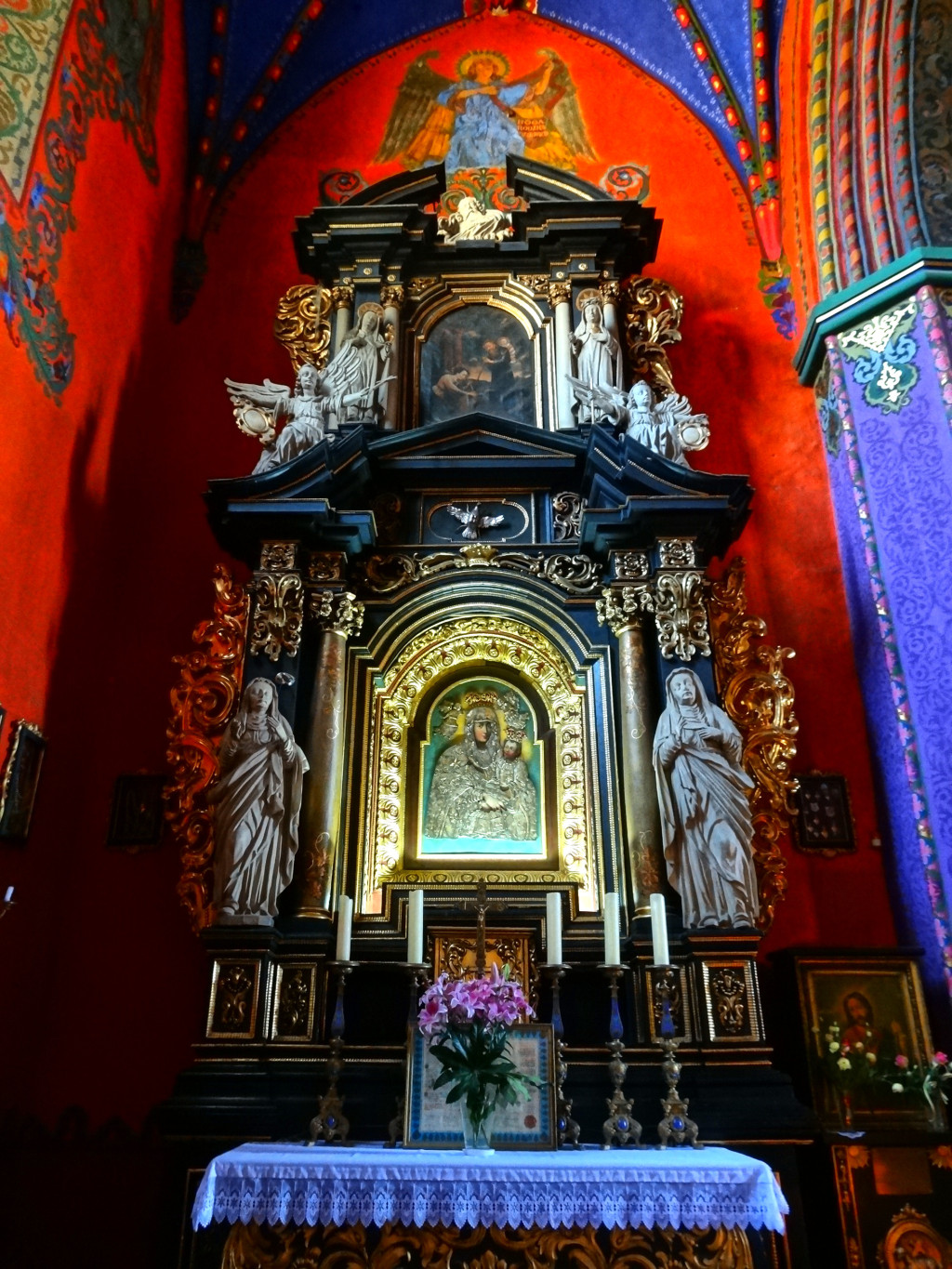
Алтарь Кармельской Богоматери в соборе святых Мартина и Николая в Быдгоще

История образа связана с монастырём кармелитов в Быдгоще. Кармелиты присутствовали в городе с 1397 года. Пастырская деятельность монахов ордена касалась, главным образом, распространения почитания Пресвятой Девы Марии и курирования работы церковных братств. Важным элементом почитания Богоматери в ордене кармелитов был скапулярий, ношение которого, с исполнением определённых условий, избавляло человека от вечного осуждения. По преданию в 1251 году его получил от самой Богоматери генеральный приор ордена, святой Симон Сток. Позднее Папы даровали скапулярию кармелитов многие привилегии.
В 1470 годы в церкви кармелитов в Быдгоще было учреждено братство Скапулярной Богоматери, устав которого был утвержден провинциалом чешского-польской провинции кармелитов отцом Бернардом. Во второй половине XVII века численность братства значительно увеличилась и его влияние распространялось далеко за пределы города Быдгощ.
После раздела Речи Посполитой, территория на которой находился Быдгощ, была аннексирована Прусским королевством. По решению прусских властей в 1816 году был упразднён монастырь кармелиток, а в 1822 году разрушена монастырская церковь. Члены братства перенесли образ с алтарём в приходскую церковь. В 1888 году усилиями приходского священника Юзефа Хорашевского братство получило новый устав, утверждённый архиепископом Гнезно. По новому уставу на членов братства возлагалась обязанность заботиться об алтаре и образе.
Образ был дважды коронован. Точная дата первой коронации не известна. Торжественная рекоронация Скапулярной Богоматери была проведена 16 Июля 2001 года гнезненским архиепископом и примасом Польши Генриком Мушинским в честь 750-летия появления скапулярия у кармелитов. Во время рекоронации хор собора под руководством Мариуша Кончала исполнил песнопение «Радуйся Матерь Польши» (пол. Gaude Mater Polonia).